# Джойс, Кевин
Кевин Фрэнсис Джойс (англ. Kevin Francis Joyce; родился 27 июня 1951 года; Бейсайд, Куинс, Нью-Йорк) ― американский профессиональный баскетболист, выступавший в Американской баскетбольной ассоциации, отыграв три из девяти сезонов её существования. Играл на позиции защитника.

## Биография
Родился в Бейсайде (боро Куинс, Нью-Йорк). Выступал в университете Южной Каролины. Во время турнира КАП 1971 года Джойс обманным манёвром перескочил Ли Дедмона из Северной Каролины и за считанные секунды до конца матча передал мяч Тому Оуэнсу, который реализовал двухочковый бросок, принёсший неожиданную победу.
Джойс выиграл серебряную медаль на летних Олимпийских играх 1972 года, будучи игроком мужской сборной США, которая проиграла спорный финальный матч с командой СССР. Игроки американской команды отказались принимать медали, которые на данный момент находятся в сейфе в Швейцарии. После этого он профессионально выступал в американской баскетбольной ассоциации в составе клубов «Индиана Пэйсерс», «Сан-Диего Сэйлс» и «Кентукки Колонелс».